# Cristo del abismo

La estatua del Cristo del abismo en la bahía de San Fruttuoso, Liguria.

El Cristo del abismo (en italiano: Il Cristo degli abissi) es una estatua de bronce de Jesús de Nazaret, sumergida desde 1954 en el fondo de la bahía de San Fruttuoso —entre Camogli y Portofino, en Liguria—, dentro del área natural marina protegida Portofino, a 25 m de profundidad.

## Historia

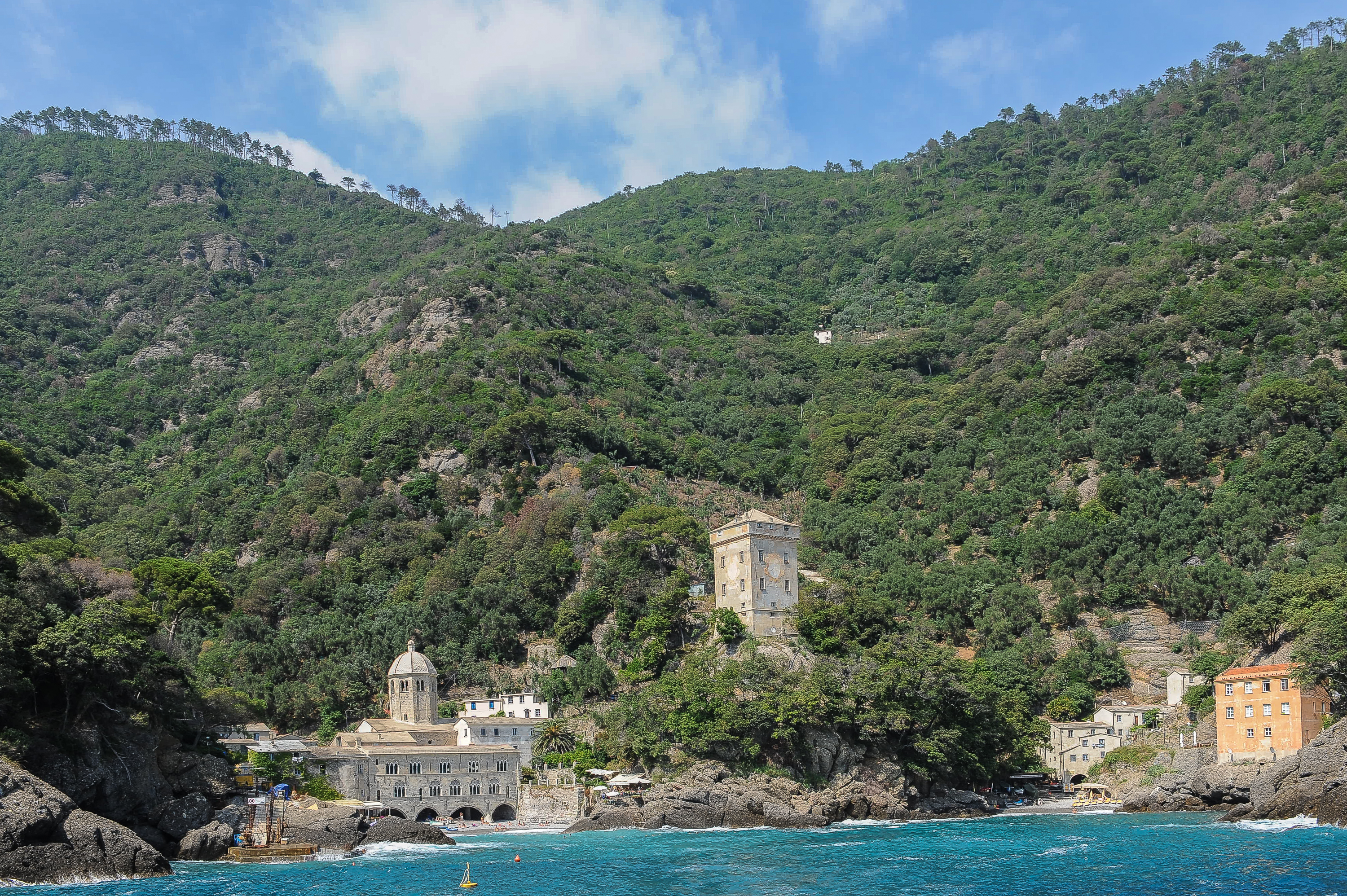
La bahía de San Fruttuoso con vistas a la abadía de San Fruttuoso. A la derecha, sumergida en el mar, se encuentra la estatua del Cristo del abismo.

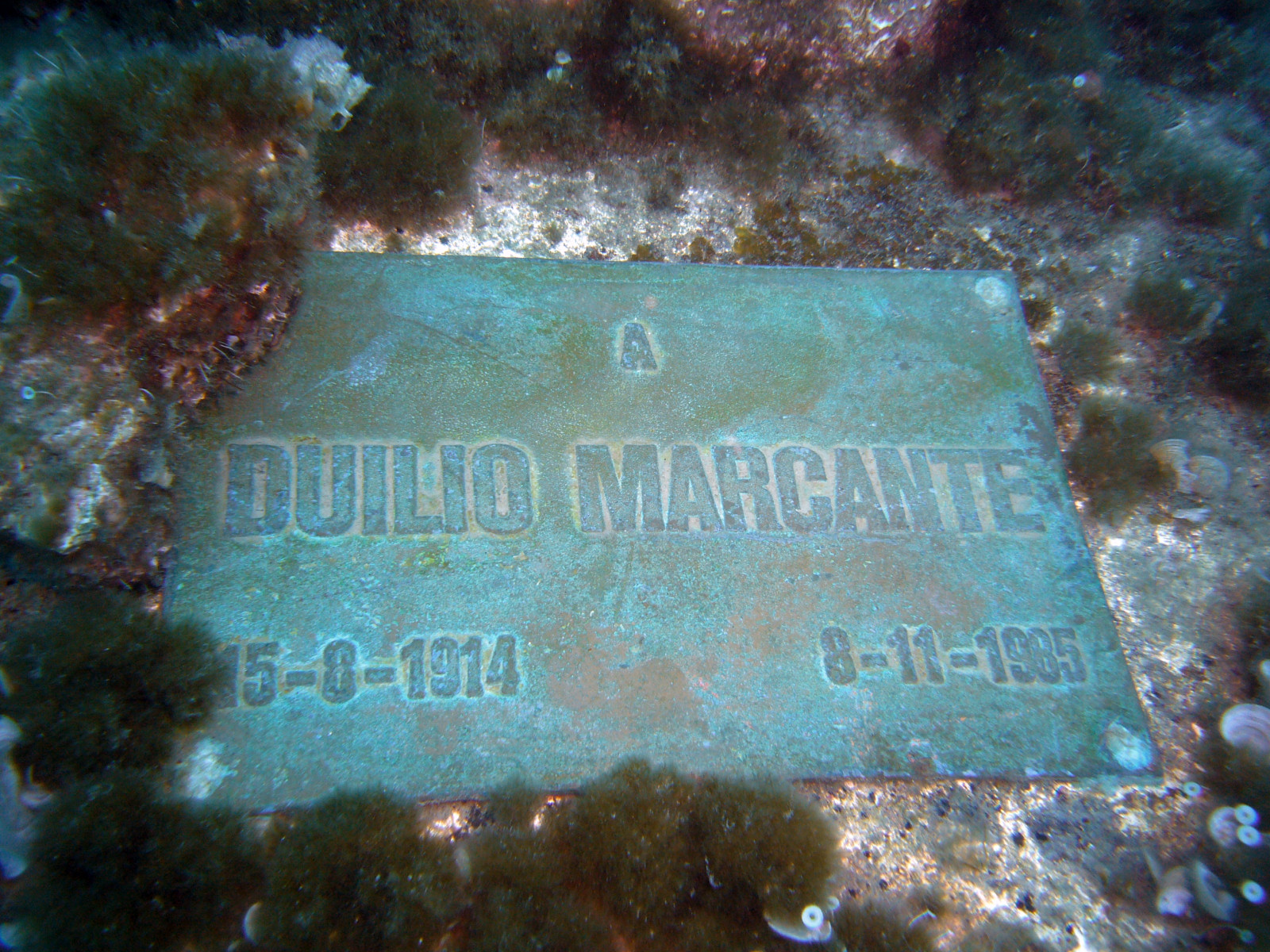
La placa conmemorativa a Marcante, puesta sobre la base del Cristo del abismo.

Originalmente, la estatua fue una idea de Duilio Marcante quien, tras la muerte de Dario Gonzatti durante una inmersión en 1950, impulsó la instalación de una estatua de Cristo en el fondo del mar. El 22 de agosto de 1954, la estatua del Cristo del abismo se colocó en la bahía de San Fruttuoso, entre Camogli y Portofino.
La estatua, de unos 2,50 m de altura, fue construida por el escultor Guido Galletti, colocada por la Marina Militare a unos 17 metros de profundidad, y llevada hasta el fondo por muchos buceadores. Las manos del Cristo, dirigidas hacia la superficie (o hacia el cielo, ya que se trata de una estatua bajo el agua), se encuentran en signo de paz.

Para obtener el bronce de la estatua fueron fundidas medallas, elementos navales (incluso hélices donadas por la Armada de los Estados Unidos) y campanas. Tras la muerte de Marcante se colocó una placa en la base de la estatua en su memoria.
En 2003, la estatua fue restaurada para protegerla de la corrosión y de los crustáceos y, sobre todo, para volver a colocarle una mano que había sido rota por un ancla. Fue recolocada nuevamente en el agua el 17 de julio de 2004 sobre una nueva base, a una profundidad menor que la anterior.

## Réplicas

### El Cristo Sumergido de Quintero
El buzo profesional chileno llamado Raúl Veas, oriundo de la zona de Quintero,  Región de Valparaíso, Chile, quiso algo similar a lo que vio alguna vez en Italia y, con esta motivación fue que consiguió apoyo tanto social, como de financiamiento privado.  Presentó su proyecto al municipio en el año 2004 y logró encantar con su idea de construir un santuario chileno en el fondo del mar. La estatua se encuentra ubicada en la Bahía de Quintero y representa a Cristo, pero no como lo habitual, ésta se encuentra en el fondo del océano, para dar su bendición submarina. 
El santuario se encuentra ubicado frente a la pista aérea de Quintero, sobre la llamada Roca de Prat, a 12 metros de profundidad. Se trata de una enorme escultura religiosa de Cristo, conocida también como el Cristo Sumergido. Fue hecha por el escultor Mario Calderón quien previamente mostró su idea de escultura a la comunidad, la que fue acogida con mucho entusiasmo, así fue que, provisto de sus herramientas, dio forma a la escultura. 
El Cristo Sumergido está hecho de hormigón armado y acero, su altura es de 4.5 metros y pesa 11 toneladas, está instalado sobre una plataforma que simula una gran concha de ostra, tiene los brazos extendidos y elevados al cielo y los pliegues de su ropa parece que siguieran el movimiento del mar con sus olas. 
Cada último sábado y domingo del mes de enero la comunidad de Quintero se reúne para celebrar una misa en el mar la que se dedica al día nacional del buzo, las personas ofrecen ofrendas de flores y en la noche se hace una fiesta.

### San Fructoso
Para aquellos que no puedan bucear, existe una réplica de la estatua en la iglesia de San Fructuoso. En cambio, la estatua original de yeso se encuentra en Marina di Ravenna, en el Museo Nacional de Actividades Subacuáticas.

### Key Largo
Otra copia de la estatua se colocó en Florida, en Key Largo, ofrecida por Egidio Cressi para los deportistas de los Estados Unidos.

### Lago Palü
Una réplica más de la estatua fue colocada el 17 de septiembre de 1972 en el lago Palü, en Valmalenco, Italia, a fin de combatir el uso indiscriminado del agua.

### Saint George
Existe otra réplica del Cristo del abismo, en un formato un poco más pequeño y "seco" en el puerto de Saint George, la capital de la isla caribeña de Granada. Fue donada al pueblo de Granada por la compañía Costa Cruceros de Génova, por la labor valiente y decidida del rescate de los pasajeros y la tripulación del barco italiano MV Bianca C, que fue destruido en el puerto de Saint George a partir de un voraz incendio el 22 de octubre de 1961.